# Epicauta segmenta
Epicauta segmenta is een keversoort uit de familie van oliekevers (Meloidae). De wetenschappelijke naam van de soort is voor het eerst geldig gepubliceerd in 1823 door Say.